# Galantine
Cet article concerne un plat. Pour la plante, voir Galanthus nivalis.
Pour l’article ayant un titre homophone, voir Gallantine.
La galantine est une spécialité de cuisine ou de charcuterie, composée de morceaux de viande blanche (porc, veau, volaille, gibier) entourant un mélange de farce et de salpicon, cuite dans un fond dont on fait une gelée. Celle-ci sert à glacer la galantine, ou à l'accompagner. La galantine doit d'ailleurs son nom au mot « gelée ».

## Histoire
Historiquement, la galantine désignait à l'origine des mets préparés à base de poissons ou de volaille ; une recette de galantine à base d'anguille et de lamproie est présente dans le Viandier de Taillevent (XIVe siècle).
L'usage des galantines de poisson s'est perdu au XIXe siècle mais on l'a heureusement retrouvé aujourd'hui.[réf. nécessaire]
La préparation est façonnée en forme de ballotine, puis pressée et entourée de gelée. Elle est servie froide. Les galantines sont souvent farcies de viande et pressées en forme cylindrique. Comme le désossage de la volaille peut s'avérer difficile et long pour le novice, il s'agit d'un plat assez élaboré, souvent richement décoré, d'où son nom, qui évoque une présentation à table galante, urbaine et sophistiquée. 
Au Moyen Âge, le terme « galauntine » ou « galantyne » désignait plutôt l'une des nombreuses sauces à base de racine de galanga en poudre, généralement composée de mie de pain avec d'autres ingrédients, comme de la cannelle en poudre, passée au tamis et assaisonnée de sel et de poivre. Le plat était parfois bouilli ou mijoté avant ou après avoir été filtré, et parfois laissé cru, selon la recette. La sauce était utilisée avec le poisson et l'anguille,, mais aussi avec l'oie et la venaison.

## Types
- Galantine d’agneau
- Galantine d'anguille
- Galantine de canard
- Galantine de faisan
- Galantine de marcassin
- Galantine de volaille